# 小行星5293
小行星5293（5293 Bentengahama）是一颗绕太阳运转的小行星，为主小行星带小行星。该小行星于1991年1月23日发现。

## 轨道参数
小行星5293的轨道半长轴为2.6693239 UA，离心率为0.111。